# Кунокса
Кунокса (Кунас) — река в России, протекает в Пудожском районе Карелии. Устье реки находится в 87 км по левому берегу реки Выг. В верхнем течении протекает через озеро Куносозеро. Длина реки — 21 км, площадь водосборного бассейна — 115 км². В 7 км от устья в Куноксу впадает правобережный приток Шивота.

## Данные водного реестра
По данным государственного водного реестра России относится к Баренцево-Беломорскому бассейновому округу, водохозяйственный участок реки — бассейн озера Выгозеро до Выгозерского гидроузла, без реки Сегежа до Сегозерского гидроузла. Речной бассейн реки — бассейны рек Кольского полуострова и Карелии, впадает в Белое море.